# Coenobita
Coenobita is een geslacht van op het land levende heremietkreeften en omvat 15 soorten.

## Soorten
- Coenobita brevimanus Dana, 1852
- Coenobita cavipes Stimpson, 1858
- Coenobita carnescens Dana, 1851
- Coenobita clypeatus Herbst, 1791 (Caraïbische heremietkreeft)
- Coenobita compressus H. Milne Edwards, 1836 (Ecuadoraanse heremietkreeft)
- Coenobita longitarsis De Man, 1902
- Coenobita olivieri Owen, 1839
- Coenobita perlatus Milne-Edwards, 1829
- Coenobita pseudorugosus Nakasone, 1988
- Coenobita purpureus Stimpson, 1858
- Coenobita rubescens Greeff, 1884
- Coenobita rugosus H. Milne-Edwards, 1837
- Coenobita scaevola (Forskål, 1775)
- Coenobita spinosus H. Milne Edwards, 1837
- Coenobita variabilis McCulloch, 1909 (Australische heremietkreeft)
- Coenobita violascens Heller, 1862